# El tiempo entre costuras
El tiempo entre costuras es una novela española escrita por María Dueñas que narra la vida de Sira Quiroga, una joven modista que abandona Madrid antes del comienzo de la guerra civil española para instalarse en Tánger con el amor de su vida, sin imaginar el vuelco que daría su mundo en poco tiempo. 
La novela, publicada el 9 de junio de 2009, fue la ópera prima de la escritora, predecesora de Misión Olvido (2012), La templanza (2015) y Las hijas del Capitán (2018). Desde su publicación, recibió buenas críticas y la aceptación tanto de profesionales como del público lector. 
En 2019 había sido traducida en cuarenta idiomas y vendido cinco millones de ejemplares en setenta ediciones.

## Sinopsis
Sira Quiroga es una joven modista que abandona Madrid meses antes del golpe de Estado de 1936 para irse con Ramiro, un hombre al que apenas conoce, pero del que se ha enamorado con locura, y por el cual abandona a su novio y deja sola a su madre. Juntos se instalan en Tánger y comienzan a establecer relaciones sociales. Al principio de su estancia en la ciudad todo marcha de maravilla. Pero la vida de Sira da un giro inesperado: se ve obligada a trasladarse a Tetuán, por aquel entonces capital del protectorado español, y fundar allí un selecto taller de alta costura, costeado de forma turbia e ilegal. Por dicho taller pasarán personajes tan relevantes como Juan Luis Beigbeder, ministro de Asuntos Exteriores durante la primera etapa del franquismo, la amante de este, Rosalinda Fox, con la que Sira entablará una relación de amistad, o el jefe de la inteligencia británica en España durante la Segunda Guerra Mundial, Alan Hillgarth.

## Personajes

### Personajes ficticios
- Sira Quiroga / Sira Alvarado Quiroga / Arish Agoriuq: Es la protagonista de la obra. Joven modista y costurera madrileña que aprendió desde muy pequeña los gajes del oficio de su madre, quien trabajaba como modista en el taller de costura de Doña Manuela.

- Ramiro Arribas: Es el hombre que se enamora de Sira, un seductor sin escrúpulos que la conquista.

- Dolores Quiroga: Es la madre de Sira. Trabaja como modista en un taller de costura dirigido por doña Manuela, costurera de profesión. Crio sola a su hija, sin un padre.

- Ignacio Montes: Es el primer novio de Sira. Se enamora perdidamente de Sira, pero ésta le rompe el corazón.

- Marcus Logan: Es periodista de un periódico inglés. Llega a Tetuán para cubrir la visita de Serrano Suñer y entrevistar a Juan Luis Beigbeder.

- Gonzalo Alvarado: Es el padre de Sira. Es un importante empresario madrileño.

- Candelaria Ballesteros "La Matutera": Es la dueña de la pensión en la que se aloja Sira en Tetuán.

- Félix Aranda: Un artista y vecino de Sira en Tetuán.

- Doña Manuela Godina: Es la dueña del taller en el que trabajó la madre de Sira, Dolores, durante casi toda su vida.

- Claudio Vázquez: Es el comisario que recibe a Sira a su llegada a Tetuán y la lleva al hospital.

- Jamila: Es una empleada de origen marroquí que trabaja y reside en la pensión de Candelaria.

- Manuel Da Silva: Es un empresario portugués que tiene una relación comercial con el eje alemán en la que se encarga de venderles el wolframio necesario para ser utilizado en la guerra.

- Beatriz Oliveira: Gallega. Una de las dos secretarias de Manuel Da Silva.

- Joâo: Es el chofer de Manuel Da Silva.

- Don Anselmo, el profesor: Es un profesor que reside en la pensión de Candelaria.

### Personajes históricos
- Juan Luis Beigbeder: Destacado militar y político español durante la guerra civil española y los primeros años de la Dictadura franquista. En el Protectorado de Marruecos ocupó los puestos de Delegado de Asuntos Indígenas y Alto Comisario. Tras el final de la contienda, fue nombrado ministro de Asuntos Exteriores del gobierno franquista entre el 12 de agosto de 1939 y el 16 de octubre de 1940. Sira conoce a Beigbeder en Marruecos, debido a la amistad que contrae en la ficción con su amante, Rosalinda Fox.

- Rosalinda Powell Fox: más conocida como Rosalinda Fox, fue una mujer inglesa que mantuvo una relación amorosa con Juan Luis Beigbeder, Delegado de asuntos indígenas y Alto comisario en el Protectorado español en Marruecos durante la guerra civil española. Distanciada de su primer marido y con un hijo fruto de su relación con éste, Fox vivió en distintos lugares por todo el mundo durante su vida: Londres, La India, Tetuán, Portugal y Ronda, entre otros.[3]

- Alan Hillgarth: Nacido en Londres, Inglaterra, Alan Hillgarth fue miembro de la Royal Navy y cónsul del Reino Unido en las Baleares durante la guerra civil española y miembro de la inteligencia británica durante la II Guerra Mundial. Sira conocerá a Alan por petición de su amiga Rosalinda y ambos mantendrán una relación "profesional".

- Serrano Suñer: Ramón Serrano Suñer fue un político y abogado español, seis veces ministro de los primeros gobiernos franquistas entre 1938 y 1942. Conocido popularmente con el sobrenombre del Cuñadísimo por ser cuñado de Carmen Polo, esposa de Francisco Franco, Sira coincidirá con el cuñado del caudillo durante una recepción en Tetuán.

## Crítica
Desde su publicación, El tiempo entre costuras ha recogido multitud de críticas positivas, tanto del público como de destacables críticos y escritores españoles, como son Lorenzo Díaz, Fernando Sánchez Dragó —que calificó la novela como ...adictiva, apasionante y arrolladora—, Eduardo Torres-Dulce, José María Pozuelo Yvancos y Ángeles López, entre muchos otros, y ha conseguido una gran acogida en las redes sociales.

## Adaptación televisiva
A finales de mayo de 2010, el canal de televisión español Antena 3 adquirió los derechos de la novela para preparar su adaptación. Se estrenó el 21 de octubre de 2013 en forma de miniserie. Está compuesta por once episodios de 80 minutos de duración y tiene como protagonista a Adriana Ugarte en el papel de Sira Quiroga.

## Adaptación al teatro musical
El 2 de diciembre de 2021 se estrenó en el Teatro principal de Zaragoza el musical de El tiempo entre costuras, compuesto por Iván Macías, adaptado por Félix Amador y producido por Dario Regattieri. El director de esta producción fue Federico Barrios y estuvo protagonizada por Laura Enrech como Sira Quiroga y por Joselu López como Marcus Logan. Se hizo una gira pasando por plazas como Valencia  y el 24 de febrero de 2022 se empezó a representar en el Espacio Delicias de Madrid, siendo el 2 de marzo el estreno oficial y estuvo allí hasta el 22 de mayo de 2022. La gira terminó en Sevilla el 29 de mayo de 2022.
El 1 de septiembre de 2023, una nueva gira se estrenó en el Teatro Cervantes de Málaga, con un elenco renovado formado por Alba Cuartero como Sira Quiroga, Jan Forrellat como Marcus Logan, Teresa Alba como Candelaria, Paco Arrojo como Manuel Da Silva y Noemí Mazoy como Dolores, entre otros. Esta gira pasó por multitud de lugares, algunos ejemplos son Barcelona, Valencia  o Madrid en el Teatro de la Latina. La gira terminó el 14 de julio en Málaga. 